# Малі Токташі
Малі Токташі́ (рос. Малые Токташи, чув. Кĕçĕн Тукташ) — присілок у складі Аліковського району Чувашії, Росія. Входить до складу Раскільдніського сільського поселення.
Населення — 47 осіб (2010; 60 у 2002).
Національний склад:
- чуваші — 97 %